# 다카노정
다카노정(일본어: 高野町)은 일본 히로시마현 히바군 북동부에 있던 정이다.
2005년 3월 31일, 구 쇼바라시, 히바군, 도조정, 구치와정, 다카노정, 히와정, 고누군 소료정과 신설합병으로 성립된 쇼와라시로 전환하여, 폐지되었다. 동시에 에조군, 누가군, 미카미군과 통합해 히바군이 성랍하여, 이후 106년 반에 걸친 역사에 종지부를 찍었다.

## 역사
- 1955년 1월 1일 - 가미타카노미야촌, 시모타카노미야촌이 신설합병해 다카노정이 성립하였다.
- 2005년 3월 31일 - 구 쇼바라시, 히바군, 도조정, 구치와정, 사이조정, 히와정, 고누군 소료정과 신설 합병으로 성립된 쇼바라시로 이전함에 따라 폐지하였다. 동시에 히바군도 106년반의 역사에 종지부를 찍었다.

## 교통

### 도로
- 국도 제432호선 (일본)(일본어판)